# Gorey
Gorey (irl. Guaıre) – miasto w północnej części hrabstwa Wexford w południowo-wschodniej części Irlandii. Miasto położone jest przy drodze krajowej N11 z Dublina do Wexford. W odległości ok. 5 kilometrów od Gorey znajduje się miejscowość wypoczynkowa Courtown.

## Edukacja
W Gorey znajduje się szkoła Gorey Community School (irl. Pobail Scoile Guaire).

## Prasa
W Gorey ukazują się dwa dzienniki: Gorey Guardian oraz Gorey Echo.

## Transport
Stacja kolejowa w Gorey została otwarta 16 listopada 1863, łącząc Dublin z portem w Rosslare.

## Miasta partnerskie
- Oban (gael. An t-Oban)